# Billie Hayes
Pour les articles homonymes, voir Billie et Hayes.
Billie Hayes est une actrice américaine née le 5 août 1924 à Du Quoin, Illinois (États-Unis) et morte le 29 avril 2021 à Los Angeles en Californie.

## Filmographie
- 1959 : Li'l Abner : Pansy ('Mammy') Yokum
- 1969 : H.R. Pufnstuf  (série TV) : Witchiepoo
- 1970 : Pufnstuf : Witchiepoo
- 1971 : Lidsville (série TV) : Weenie the Geenie / Witchiepoo
- 1971 : Li'l Abner (TV) : Mammy Yokum
- 1976 : The Paul Lynde Halloween Special (TV) : Witchiepoo
- 1963 : Hôpital central ("General Hospital") (série TV) : O'Reilly (unknown episodes, 1981)
- 1984 : Snowballing : Emma
- 1984 : The Murder of Sherlock Holmes (TV) : Peter Pan
- 1985 : Taram et le Chaudron magique (The Black Cauldron) de Ted Berman et Richard Rich : Orgoch (voix)
- 1990 : Super Baloo ("TaleSpin") (série TV) : Additional Voices (unknown episodes)
- 1991 : Myster Mask ("Darkwing Duck") (série TV) : Additional Voices (unknown episodes)
- 1993 : Problem Child (série TV) : Additional Voices (voix)
- 1996 : Siegfried & Roy: Masters of the Impossible (vidéo) : Additional Voices (voix)
- 2001 : My Freaky Family (TV) : Grandma (voix)